# جامع خانجو الجديد
جامع هانغتشو الجديد (بالصينية:杭州清真寺) هو مسجد على الطراز الإسلامي يقع في مدينة هانغتشو بمقاطعة في منطقة جيجيانج. يعد مسجد هانغتشو أحد أكبر المساجد في الصين. كما توجد جمعية هانغتشو الإسلامية في المسجد.

## التاريخ
لم يكن في خانجو سوى مسجد العنقاء، وفي السنوات الأخيرة، زاد عدد السكان المسلمين في هانغتشو، لذا صارت الحاجة ماسة لإنشاء مسجد جديد. تم إدراج مسجد خانجو في قائمة مشاريع البناء الرئيسية في خانجو في عام 2011م。
وتمت الموافقة عليه من قبل لجنة التنمية والإصلاح في هانغتشو في العام التالي، وقد أقيم حفل وضع حجر الأساس في 12 أكتوبر 2012م. تم الانتهاء من المسجد في عام 2016م وافتتح رسميا في شعبان 1438هـ/مايو 2017م.

## تصميم المسجد
بُني مسجد هانغتشو على نمط العمارة الإسلامية على مساحة 16,998 متر مربع، بما في ذلك خمسة طوابق فوق الأرض وقبو أرضي. قبابه نحاسية مذهّبة، ومن الداخل بلاطه من الجرانيت الأبيض، وله مئذنتان. يحتوي المسجد على طابقين للصلاة واحد للرجال والآخر للنساء، ومواضئ للرجال والنساء، وقاعات متعددة الوظائف، وقاعة للمعارض الثقافية الإسلامية، وقاعة لمعرض الوحدة الوطنية والتعليم الوطني، ومكاتب جمعية هانغتشو الإسلامية.

## كيفية الوصول للجامع

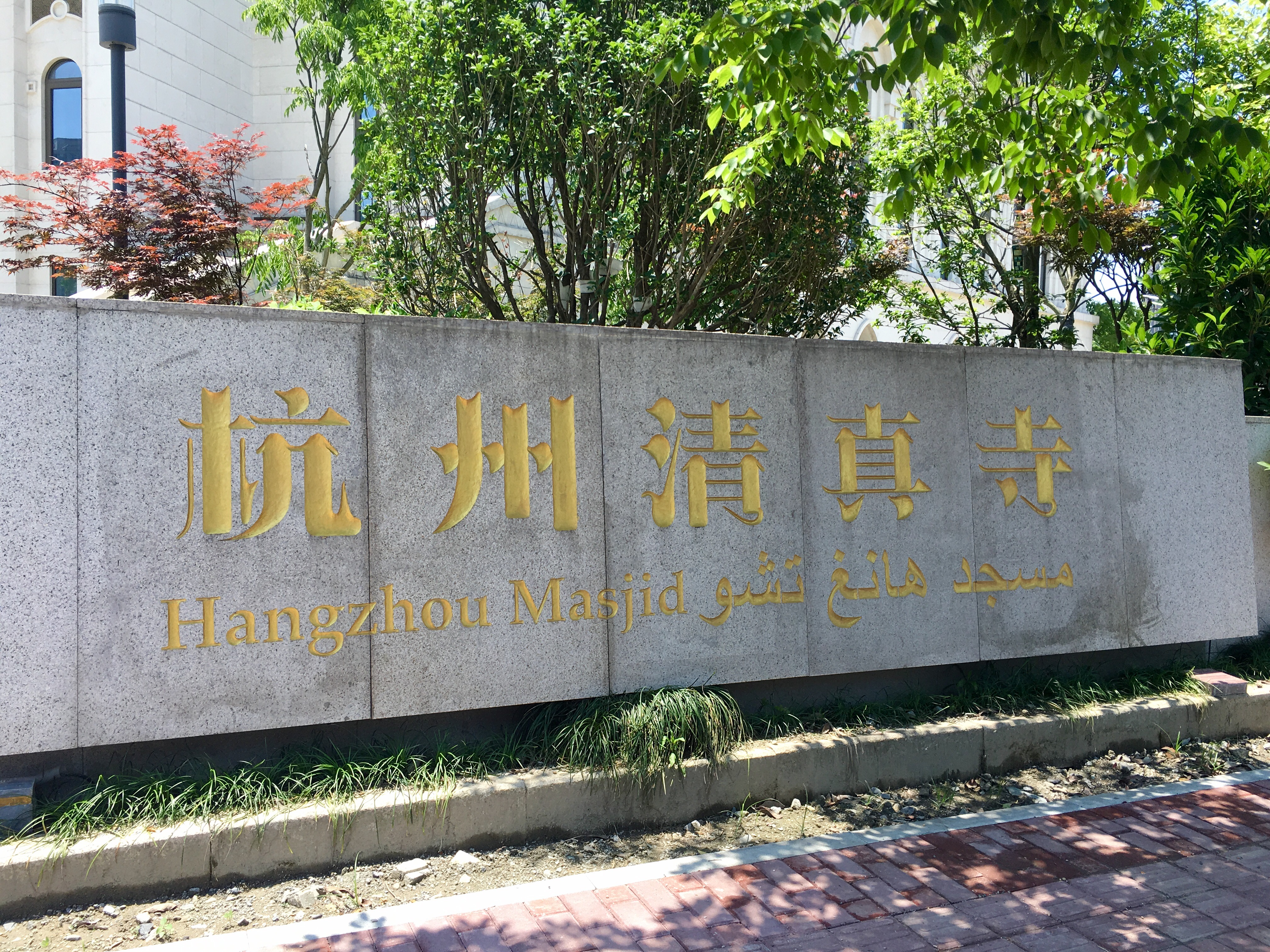
مدخل المسجد بالنصين العربي والصيني

حاليًا لا توجد محط مترو مباشرة قريبة للجامع لكن هناك عدة محطات لباصات النقل العام هي كالتالي:
- محطة شرق طريق يونهي (بالصينية: 运河东路昙花庵路口)
- محطة تان خوا أن تشياو دونج (بالصينية:昙花庵桥东 )

الطريقة الأخرى وهي الأسرع عبر استقلال سيارة أجرة وإعطائه العنوان التالي:
杭州清真寺
杭州市江干区运河东路附近
والمسجد يبعد حوالي 3 كم جنوبًا عن محطة القطارات الشرقية الرئيسية في مدينة هانغتشو.